# 薩勒特里峰
83°14′S 161°40′E / 83.233°S 161.667°E
薩勒特里峰（Solitary Peak），是南極洲的山峰，位於沙克爾頓海岸，屬於伊麗莎白女王嶺的一部分，海拔高度2,810米，由俄亥俄州立大學的地質學會命名，現時由南極條約體系管理。